# Geoffrey Eames
Geoffrey Eames – australijski prawnik, sędzia Sądu Najwyższego Wiktorii w stanie spoczynku, od 2010 równocześnie prezes Sądu Najwyższego Nauru.

## Życiorys
Jest absolwentem University of Melbourne, gdzie początkowo studiował ekonomię, ale pod wpływem sugestii swoich opiekunów uczelnianych przeniósł się na prawo. W 1969 uzyskał prawo wykonywania zawodu adwokata w stanie Wiktoria. W 1974 jego uprawnienia zostały rozszerzone na obszar Terytorium Północnego, a później także Australii Południowej (1980) i Nowej Południowej Walii (1986). Jako adwokat występował w szerokim spektrum spraw, obejmujących prawo karne, prawo gospodarcze, prawo administracyjne, prawo pracy czy prawo imigracyjne.
Zajmował także szereg stanowisk w instytucjach publicznych. W latach 1974–1980 był prawnikiem Aboriginal Legal Service, zajmującej się opieką prawną nad Aborygenami z Terytorium Północnego. W 1980 został dyrektorem Południowoaustralijskiej Komisji Pomocy Prawnej, zajmującej się udzielaniem pomocy prawnej gorzej sytuowanym mieszkańcom stanu Australia Południowa. Działał także w organizacjach pozarządowych propagujących wśród prawników wiedzę o problemach Aborygenów, a także wspierających kształcenie Aborygenów na kierunkach prawniczych. W 1990 uzyskał prestiżowy tytuł zawodowy radcy królowej (QC). 
W 1992 został sędzią Sądu Najwyższego Wiktorii, gdzie przez pierwsze dziesięć lat orzekał w Izbie Procesowej, a następnie w latach 2002-2007 w Izbie Apelacyjnej. 5 lipca 2007 przeszedł w stan spoczynku. W latach 2007–2008 był tymczasowym sędzią Sądu Najwyższego Terytorium Północnego. 31 grudnia 2010 prezydent Nauru Marcus Stephen mianował go prezesem Sądu Najwyższego Republiki.
Jest kawalerem Orderu Australii.